# Пјерино Прати
Пјерино Прати (итал. Pierino Prati; Чинизело Балзамо, 13. децембар 1946 — Комо, 22. јун 2020) био је италијански фудбалер. 
Каријеру је започео у Салернитани, а касније је играо за још неколико италијанских клубова. Био је члан екипе Милана, са којом је освојио неколико титула. Био је најбољи стрелац Серије А у сезони 1967/68. Кратко је играо за Рочестер Лансерс у НАСЛ лиги 1979. године.
За репрезентацију Италије је наступио 14 пута између 1968. и 1974, постигавши седам голова. Био је члан тима који је на домаћем терену освојио Европско првенство 1968, и тима који је стигао до финала Светског првенства 1970. године у Мексику.
Прати је преминуо 22. јуна 2020. године, након дуге и тешке болести.

## Успеси

### Клуб
Салернитана
- Серија Ц1: 1965/66.

Милан
- Серија А: 1967/68.
- Куп Италије: 1971/72, 1972/73.
- Куп европских шампиона: 1968/69.
- Куп победника купова: 1967/68, 1972/73.
- Интерконтинентални куп: 1969.

### Репрезентација
Италија
- Европско првенство: 1968.
- Светско првенство: финале 1970.

### Индивидуалне награде
- Најбољи стрелац Серије А: 1967/68. (15 голова)[1][5]
- Миланова кућа славних[1]